# Coupe du Brésil de football 2002
Navigation
Édition précédente Édition suivante
La Coupe du Brésil de football 2002 est la 13e édition de la Coupe du Brésil de football.
La compétition débute le 13 février 2002 et se termine le 15 mai 2002. Les Corinthians remportent cette édition face à Brasiliense.

## Règlement
Dans les deux premiers tours, si l'équipe à l'extérieur gagne le premier match avec au moins deux buts d'avance, elle se qualifie directement pour le tour suivant. La Règle des buts marqués à l'extérieur est utilisée.

## Résultats

### Phase finale

#### Quarts de finale
| Équipe 1     | Score | Équipe 2         | Aller | Retour |
| ------------ | ----- | ---------------- | ----- | ------ |
| Fluminense   | 0-2   | Brasiliense      | 0-1   | 0-1    |
| Bahia        | 5-5   | Atlético Mineiro | 1-2   | 4-3    |
| São Paulo FC | 4-1   | Vasco da Gama    | 0-1   | 4-0    |
| Paraná       | 2-3   | Corinthians      | 1-3   | 1-0    |

#### Demi-finales
| Équipe 1     | Score | Équipe 2         | Aller | Retour |
| ------------ | ----- | ---------------- | ----- | ------ |
| Brasiliense  | 5-1   | Atlético Mineiro | 3-0   | 2-1    |
| São Paulo FC | 2-3   | Corinthians      | 0-2   | 2-1    |

#### Finale
| Équipe 1    | Score | Équipe 2    | Aller | Retour |
| ----------- | ----- | ----------- | ----- | ------ |
| Brasiliense | 2-3   | Corinthians | 1-2   | 1-1    |

| Coupe du Brésil de football Vainqueur 2002 |
| ------------------------------------------ |
| Corinthians Deuxième titre                 |